# 布爾庫特
47°56′34″N 24°41′42″E / 47.94278°N 24.69500°E
布爾庫特（烏克蘭語：Буркут），是烏克蘭的村落，位於該國西部伊萬諾-弗蘭科夫斯克州，由韋爾霍維納區負責管轄，始建於1932年，面積2平方公里，2017年人口0，人口密度每平方公里5人。